# 中韩庄镇
中韩庄镇，是中华人民共和国河北省保定市望都县下辖的一个乡镇级行政单位。原中韩庄乡于2017年初撤乡设镇。

## 行政区划
中韩庄镇下辖以下地区：
中韩庄村、荆庄村、三民村、南陈庄村、北王疃村、田庄村、南王疃村、东屯河村、西屯河村、南曹庄村、北曹庄村、大王庄村、小王庄村、太和庄村、尧庄村、薛庄村、新贾村、柳陀村、张家疃村和黄土岗村。